# Giải BAFTA lần thứ 26
Giải BAFTA lần thứ 26, được trao bởi Viện Hàn lâm Nghệ thuật Điện ảnh và Truyền hình Anh Quốc năm 1973 để tôn vinh những bộ phim xuất sắc nhất năm 1972.

## Chiến thắng và đề cử
| Phim hay nhất Cabaret – Bob Fosse - A Clockwork Orange – Stanley Kubrick - The French Connection – William Friedkin - The Last Picture Show – Peter Bogdanovich | Đạo diễn xuất sắc nhất Bob Fosse – Cabaret - Peter Bogdanovich – The Last Picture Show - Stanley Kubrick – A Clockwork Orange - William Friedkin – The French Connection |
| Giải BAFTA cho nam diễn viên chính xuất sắc nhất Gene Hackman – The French Connection vai Thám tử Jimmy Doyle Gene Hackman – The Poseidon Adventure vai Reverend Frank Scott - George C. Scott – The Hospital vai Bác sĩ Herbert Bock - George C. Scott – They Might Be Giants vai Justin - Marlon Brando – Bố già vai Vito Corleone - Marlon Brando – The Nightcomers vai Peter Quint - Robert Shaw – Young Winston vai Lord Randolph Churchill | Nữ diễn viên chính xuất sắc nhất Liza Minnelli – Cabaret vai Sally Bowles - Anne Bancroft – Young Winston vai Lady Randolph Churchill - Dorothy Tutin – Savage Messiah vai Sophie Brzeska - Stéphane Audran – Le Boucher vai Helene Daville                                                          |
| Nam diễn viên phụ xuất sắc nhất Ben Johnson – The Last Picture Show vai Sam - Max Adrian – The Boy Friend vai Max Mandeville - Ralph Richardson – Lady Caroline Lamb vai George IV - Robert Duvall – Bố già vai Tom Hagen | Nữ diễn viên phụ xuất sắc nhất Cloris Leachman – The Last Picture Show vai Ruth Popper - Eileen Brennan – The Last Picture Show vai Genevieve - Marisa Berenson – Cabaret vai Natalia Landauer - Shelley Winters – The Poseidon Adventure vai Belle Rosen                                            |
| Kịch bản xuất sắc nhất The Hospital – Paddy Chayefsky The Last Picture Show – Larry McMurtry và Peter Bogdanovich - Cabaret – Jay Presson Allen - A Clockwork Orange – Stanley Kubrick | Quay phim xuất sắc nhất Alice's Adventures in Wonderland – Geoffrey Unsworth Cabaret – Geoffrey Unsworth - A Clockwork Orange – John Alcott - Deliverance – Vilmos Zsigmond - The Garden of the Finzi-Continis – Ennio Guarnieri - Images – Vilmos Zsigmond - McCabe & Mrs. Miller – Vilmos Zsigmond |
| Thiết kế phục trang sắc nhất Alice's Adventures in Wonderland – Anthony Mendleson Macbeth – Anthony Mendleson Young Winston – Anthony Mendleson - Cabaret – Charlotte Flemming - Bố già – Anna Hill Johnstone | Dựng phim xuất sắc nhất The French Connection – Gerald B. Greenberg - Cabaret – David Bretherton - A Clockwork Orange – Bill Butler - Deliverance – Tom Priestley |
| Nhạc phim hay nhất Bố già – Nino Rota - Lady Caroline Lamb – Richard Rodney Bennett - Macbeth – Third Ear Band - Young Winston – Alfred Ralston | Thiết kế sản xuất xuất sắc nhất Cabaret – Rolf Zehetbauer - A Clockwork Orange – John Barry - Lady Caroline Lamb – Carmen Dillon - Young Winston – Geoffrey Drake và Donald M. Ashton |
| Âm thanh xuất sắc nhất Cabaret – David Hildyard, Robert Knudson và Arthur Piantadosi - A Clockwork Orange – Brian Blamey, John Jordan and Bill Rowe - Deliverance – Jim Atkinson, Walter Goss and Doug Turner - The French Connection – Chris Newman và Theodore Soderberg | Phim chuyên môn hay nhất Cutting Oils and Fluids - We Call It Petrol - What Did You Learn at School Today? - What Is Life? |
| Giải John Grierson Memorial – James Allen - History of the Motor Car – Bill Mason - The Tide of Traffic – Derek Williams | Giải Liên Hợp Quốc The Garden of the Finzi-Continis – Vittorio De Sica - A Day in the Death of Joe Egg – Peter Medak - Family Life – Ken Loach - One Day in the Life of Ivan Denisovich – Caspar Wrede                                                                                               |
| Diễn viên mới xuất sắc nhất Joel Grey – Cabaret vai Master - Al Pacino – Bố già vai Michael Corleone - Bud Cort – Harold and Maude vai Harold Parker Chasen - Simon Ward – Young Winston vai Winston Churchill | |

## Thống kê
| Số lượng | Phim                             |
| -------- | -------------------------------- |
| 11       | Cabaret                          |
| 7        | A Clockwork Orange               |
| 6        | The Last Picture Show            |
| 6        | Young Winston                    |
| 5        | The French Connection            |
| 5        | Bố già                           |
| 3        | Deliverance                      |
| 3        | Lady Caroline Lamb               |
| 2        | Alice's Adventures in Wonderland |
| 2        | The Garden of the Finzi-Continis |
| 2        | The Hospital                     |
| 2        | Macbeth                          |
| 2        | The Poseidon Adventure           |

| Số lượng | Phim                             |
| -------- | -------------------------------- |
| 7        | Cabaret                          |
| 3        | The Last Picture Show            |
| 2        | Alice's Adventures in Wonderland |
| 2        | The French Connection            |